# Junge Leute brauchen Liebe
Junge Leute brauchen Liebe ist eine österreichische Filmkomödie aus dem Jahr 1961 mit den Hauptdarstellern Cornelia Froboess und Johannes Heesters.

## Handlung
Die junge, hübsche Annie Becker arbeitet als Näherin im Salon Charles in Wien. Ihr Chef Charles Fürst ist ein stadtbekannter Schürzenjäger. Anni ist aber trotzdem hoffnungslos in ihren Chef verliebt. Wegen der Schwärmerei für ihren Chef ignoriert sie das Liebeswerben des Trompeters Axel Enders, der in der Nachbarwohnung wohnt.
Versehentlich erhält Annie eine Einladung zu einem Abendessen mit ihrem Chef in Barock Bar. Der macht keinerlei Anstalten, diesen Irrtum aufzuklären, da ihm Annie durchaus gefällt. Fürst nimmt sie kurz darauf mit zu einer Modeschau nach Paris.
Annie glaubt sich am Ziel ihrer Träume. In der Nacht vor der Modenschau werden ihr, von einem ihr unbekannten Mann, 2000 Franc übergeben, damit sie die Modellkleider zerstört. Nachdem der Unbekannte wieder verschwunden ist, will sie ihrem Chef sofort von der Sache berichten. Als sie jedoch, in seinem Hotelzimmer, ihren Angebeteten in den Armen einer anderen Frau entdeckt, ruiniert sie, rasend vor Eifersucht, seine gesamte Kollektion.
Fürst kann die Kleider, am nächsten Tag, gerade noch rechtzeitig vor dem Auftritt der Mannequins reparieren und erntet viel Beifall beim anwesenden Publikum.
Am Ende stellt sich heraus, dass die Zerstörung der Kleider nur dazu dienen sollte, die Aufmerksamkeit der Medien zu erregen. Der geheimnisvolle Auftraggeber von Annie war der Vater des französischen Geschäftspartners von Charles Fürst. Axel und Annie heiraten und auch für Charles Fürst läuten die Hochzeitsglocken.

## Lieder
Der Filmtitel basiert auf dem gleichnamigen Schlager von 1959. Ursprünglich der Niederländerin Mieke Telkamp zugedacht, welche die Aufnahmesession jedoch aus Termingründen absagen musste, wurde Junge Leute brauchen Liebe, die deutsche Coverversion des US-Hits Everybody loves a lover von Doris Day, schließlich erstmals von Nana Gualdi aufgenommen, welche damit ihren größten Schallplattenerfolg feiern konnte. Im Film wird das Lied aber von Cornelia Froboess gesungen. Außerdem sind im Film folgende Musiktitel zu hören:
- Du bist für mich bestimmt
- Was du mir sagst, klingt wie Musik
- Midi-Midinette

## Kritiken
TV Spielfilm sah ein „endloses Verwechslungsgetue und viel Schlagergeträllere“ und bezeichnete den Film als ein „schlappes Komödchen aus der Serienfabrikation.“
Das Lexikon des internationalen Films klassifizierte Junge Leute brauchen Liebe als „eines der handelsüblichen musikalischen Lustspiele“.